# La tierra de los abetos puntiagudos

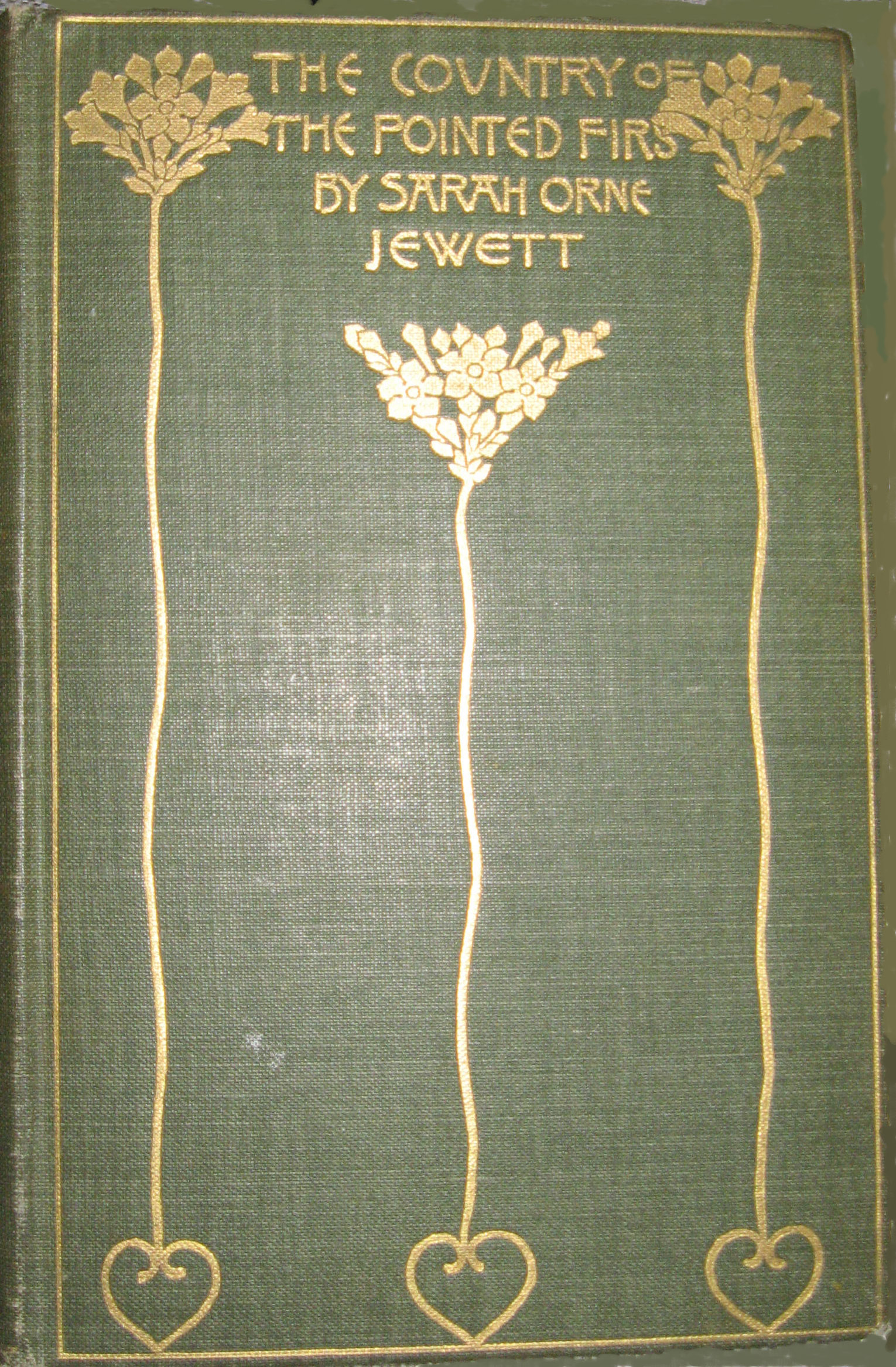
Cubierta de la primera edición de La tierra de los abetos puntiagudos (1896).

La tierra de los abetos puntiagudos, en inglés, The Country of the Pointed Firs, es una novela de 1896 escrita por Sarah Orne Jewett que está considerada por algunos críticos literarios como su mejor obra. Henry James la describió como su pequeña y hermosa obra maestra. Debido a que está escasamente estructurada, muchos críticos ven al libro no tanto como una novela sino una serie de esbozos; sin embargo, su estructura está unificada a través de tanto la ambientación y el tema. La novela puede leerse como un estudio de los efectos del aislamiento y la dureza experimentados por los habitantes de los decadentes pueblos pesqueros de lo largo de la costa de Maine.
Sarah Orne Jewett, quien escribió el libro cuando tenía 47 años de edad, fue en gran medida responsable de la popularización del género regionalista con sus esbozos de la villa pesquera de ficción de Dunnet Landing, en Maine. Como Jewett, la narradora es una mujer, una escritora, sin compromiso, de agradable tratamiento, intermitentemente determinada y celosamente protectora de su tiempo para escribir. La narradora se aparta de la compañía de su casera y escribe en una escuela vacía, pero también sigue pasando gran parte del tiempo con la señora Todd, haciéndose amiga de su casera y la familia y amigos de ella.

## Trama
La narradora vuelve después de una breve visita unos veranos antes, a la pequeña ciudad costera de Dunnet, Maine, para acabar de escribir su libro. Al llegar, se asienta con la señora Todd, una señora mayor boticaria, o "herbolaria" homeopática. La narradora comienza a trabajar para la señora Todd cuando esta sale, pero esto distrae a la narradora de su escritura.
Alquila entonces una escuela vacía, de manera que pueda concentrarse en su escritura. Tras un funeral, el capitán Littlepage, un marinero retirado de 80 años de edad, va a la escuela a visitar a la narradora porque conoce a la señora Todd. Le cuenta una historia sobre su época en el mar y ella está tan aburrida que él empieza a marcharse. Se da cuenta de que lo ha ofendido con su muestra de aburrimiento, así que ella intenta borrar sus huellas preguntándole más sobre su historia. La historia del capitán no puede compararse a las historias que la señora Todd, el hermano y la madre de la señora Todd, y los residentes de Dunnet hablan de sus vidas en Dunnet. La amistad de la narradora con la señora Todd se fortalece a lo largo del verano, y el aprecio de la narradora por el pueblo costero de Maine se incrementa cada día. 
Este es una historia de amor entre la mujer y el pueblo y sus habitantes; también una historia de aprecio entre dos mujeres que viven juntas durante un verano y se convierten en amigas.

## Traducción al español
En 2015 se publicó por la Editorial Dos Bigotes en español, traducida por Raquel G. Rojas.